# Phare de Thomas Point Shoal
Le phare de Thomas Point Shoal (en anglais : Thomas Point Shoal Light), est un phare offshore de type screw-pile lighthouse situé sur la côte ouest de la baie de Chesapeake dans le Comté d'Anne Arundel, dans le Maryland. C'est le seul phare de ce type qui se trouve encore sur son emplacement d'origine.
Il est inscrit au Registre national des lieux historiques depuis le 20 février 1975 sous le n° 75000864 et déclaré National Historic Landmark dans le Maryland le 20 janvier 1999.

## Historique
Un phare en pierre a été construit en 1825 sur la côte à Thomas Point par John Donahoo (en). Il a été remplacé en 1838 par une autre tour de pierre. La pointe était soumise à une érosion continue (qui finirait par abattre le phare en 1894) et, en 1873, le Congrès a affecté 20.000 dollars pour la construction d’un phare sur pilotis. Avec un crédit supplémentaire de 15.000 $ en 1875, la maison-phare a été construite et activée en novembre de cette même année. Il a fallu 30 travailleurs pour installer chaque poutre en fonte de 3,7 mètres dans le fond de la baie de Chesapeake.
La glace était une menace perpétuelle pour les phares sur pilotis de la baie de Chesapeake et, en 1877, l’objectif original a été détruit lorsqu’il s’est renversé sous l’effet de la glace. Cette lentille de Fresnel a été remplacée et un enrochement supplémentaire a été placé autour de la fondation d'origine afin de la protéger. En 1964, il était le dernier feu témoin dans la baie de Chesapeake et il n'a été automatisé qu'en 1986. Il s'agit actuellement du dernier phare de type chalet sur pilotis qui n'a pas été modifié et qui repose sur ses fondations d'origine.

### Préservation
Les préoccupations relatives à sa préservation lui ont valu d'être inscrit au Registre national des lieux historiques en 1975 et au statut de National Historic Landmark en 1999.
En 2004, la propriété du phare a été transférée à la ville d’ Annapolis, dans le Maryland, qui conserve désormais la structure en collaboration avec le comté d’Anne Arundel, le musée maritime d’Annapolis  et le chapitre de Chesapeake de l'United States Lighthouse Society (en). En 2019, un porte-parole de la Lighthouse Society a déclaré que la sous-structure en acier, qui avait été remplacée pour la dernière fois dans les années 1980, est fortement rouillée et nécessite 300.000 $ de réparations. Heureusement, les pieux vissés en fonte restent en bon état, "aussi bons aujourd'hui qu'ils l'étaient il y a 144 ans", a déclaré le The Baltimore Sun dans son rapport sur le financement nécessaire en août 2019.
La garde côtière des États-Unis continue de maintenir les aides à la navigation au phare. Les anciens locaux du gardien de phare sont ouverts au public trois mois par an, dans le cadre d'excursions en bateau organisées au départ d'Annapolis.

## Description
Le phare  est un chalet en bois sur pilotis métallique de 15 m de haut, avec galerie et lanterne sur le toit.
Il émet, à une hauteur focale de 13 m, un bref éclat blanc et deux éclats rouges de secteur de 0.5 seconde toutes les 5 secondes. Sa portée est de 16 milles nautiques (environ 30 km) pour le feu blanc et de 11 milles nautiques (20 km) pour le feu à secteurs rouges couvrant les hauts-fonds.
Il est équipé d'une cloche de brouillard émettant un souffle toutes les 15 secondes. Le phare porte une station météorologique automatique de la NOAA.

## Caractéristiques dufeu maritime
Fréquence : 5 secondes (W-R)
- Lumière : 0.5 seconde
- Obscurité : 4.5 secondes

Identifiant : ARLHS : USA-845 ; USCG : 2-7760 ; Admiralty : J2204 . NGA : .

Signalisation
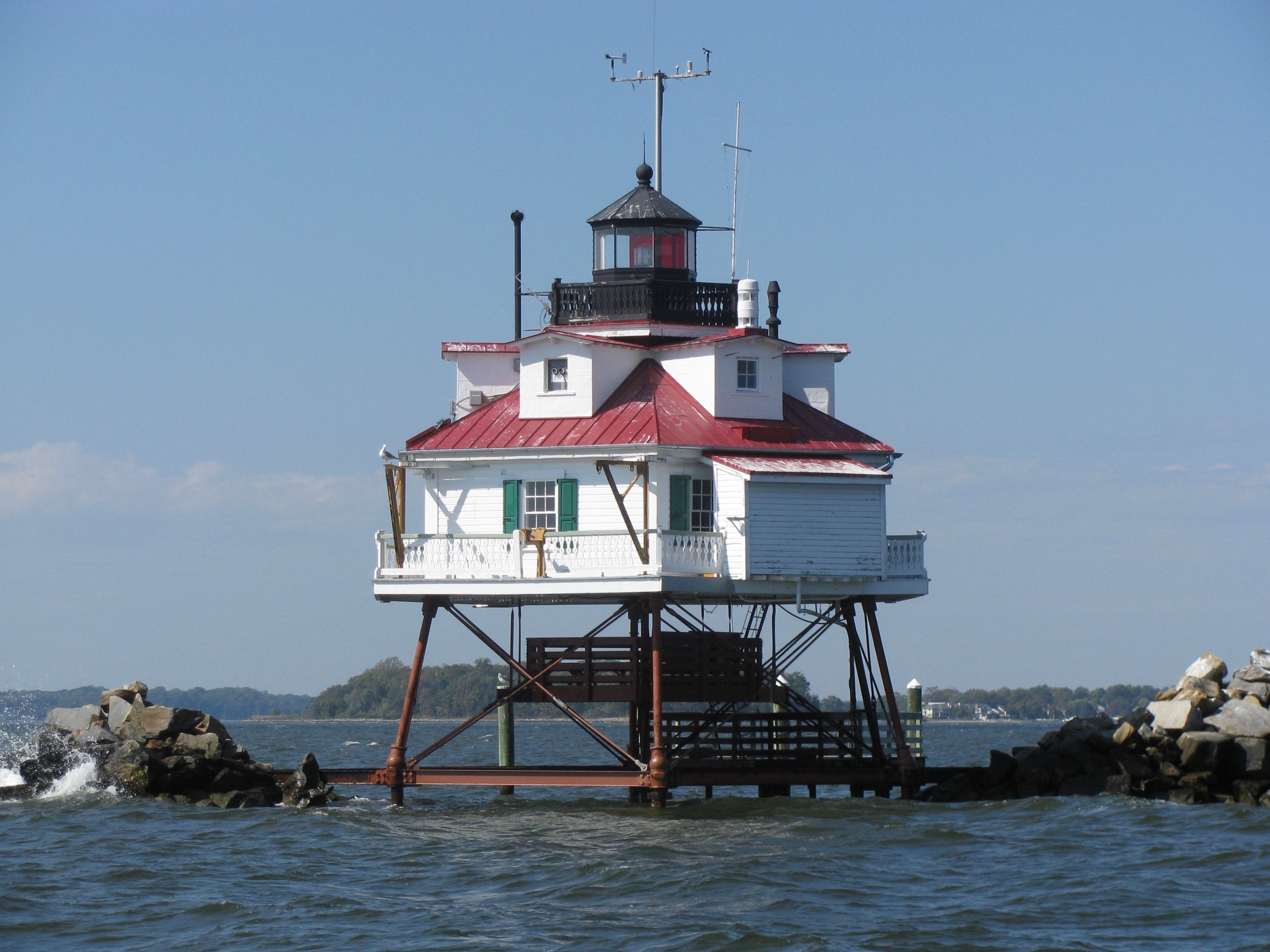
Le phare
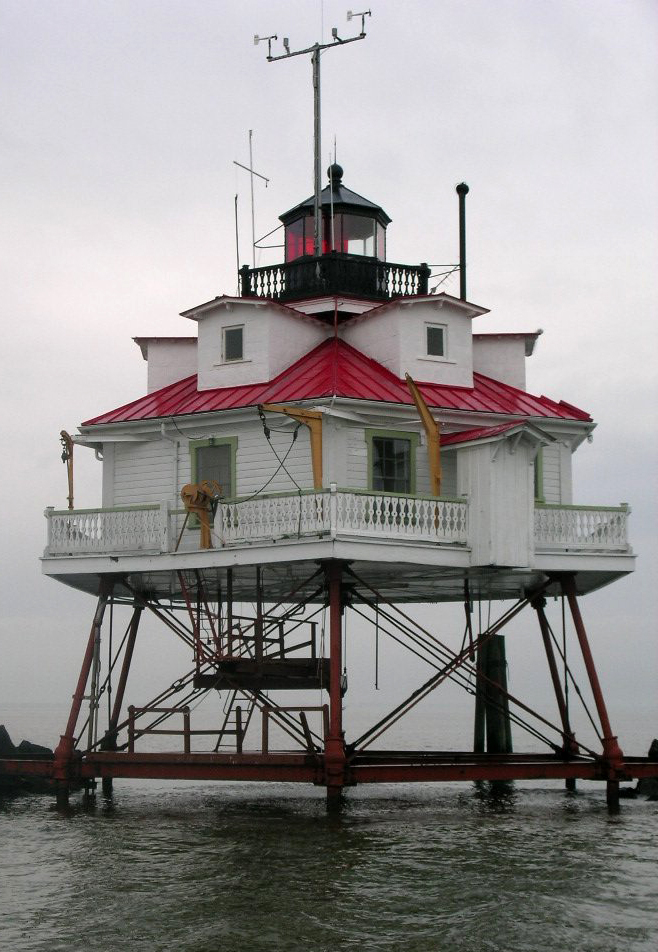
Le phare

### Lien connexe
- Liste des phares du Maryland